# Natação no Campeonato Mundial de Esportes Aquáticos de 2017 - 50 m livre feminino
A prova dos 50 metros livre feminino da natação no Campeonato Mundial de Esportes Aquáticos de 2017 ocorreu nos dias 29 de julho e 30 de julho em Budapeste na Hungria.

## Recordes
Antes desta competição, os recordes mundiais e do campeonato nesta prova eram os seguintes:
| Tipo                  | Atleta         | Tempo | Local | Data                |
| --------------------- | -------------- | ----- | ----- | ------------------- |
|                       | Britta Steffen | 23,73 | Roma  | 2 de agosto de 2009 |
| Recorde do campeonato | Britta Steffen | 23,73 | Roma  | 2 de agosto de 2009 |

Os seguintes novos recordes foram estabelecidos durante esta competição. 
| Data        | Prova     | Nadadora       | Nacionalidade | Tempo | Recordes |
| ----------- | --------- | -------------- | ------------- | ----- | -------- |
| 29 de julho | Semifinal | Sarah Sjöström | Suécia        | 23.67 | ,        |

## Medalhistas
| Ouro                 | Prata                     | Bronze              |
| Sarah Sjöström (SWE) | Ranomi Kromowidjojo (NED) | Simone Manuel (USA) |

## Resultados

### Eliminatórias
Esses foram os resultados das eliminatórias. Foram realizadas no dia 29 de julho com início às 09:30. 
| Pos. | Bateria | Raia                       | Nadadora                | Nacionalidade                   | Tempo | Notas            |
| ---- | ------- | -------------------------- | ----------------------- | ------------------------------- | ----- | ---------------- |
| 1    | 10      | 4                          | Sarah Sjöström          | Suécia                          | 24.08 | Q                |
| 2    | 8       | 4                          | Pernille Blume          | Dinamarca                       | 24.32 | Q                |
| 3    | 9       | 4                          | Ranomi Kromowidjojo     | Países Baixos                   | 24.53 | Q                |
| 4    | 10      | 5                          | Simone Manuel           | Estados Unidos                  | 24.54 | Q                |
| 5    | 8       | 5                          | Bronte Campbell         | Austrália                       | 24.61 | Q                |
| 6    | 9       | 2                          | Michelle Toro           | Canadá                          | 24.64 | Q                |
| 7    | 9       | 7                          | Zhu Menghui             | China                           | 24.65 | Q                |
| 8    | 10      | 6                          | Anna Santamans          | França                          | 24.71 | Q                |
| 9    | 8       | 7                          | Farida Osman            | Egito                           | 24.78 | Q,               |
| 9    | 10      | 2                          | Liu Xiang               | China                           | 24.78 | Q                |
| 11   | 9       | 5                          | Aliaksandra Herasimenia | Bielorrússia                    | 24.82 | Q                |
| 12   | 8       | 6                          | Shayna Jack             | Austrália                       | 24.85 | Q                |
| 13   | 10      | 3                          | Abbey Weitzeil          | Estados Unidos                  | 24.92 | Q                |
| 14   | 9       | 6                          | Tamara van Vliet        | Países Baixos                   | 24.94 | Q                |
| 15   | 8       | 1                          | Sandrine Mainville      | Canadá                          | 24.99 | Q                |
| 16   | 8       | 3                          | Rikako Ikee             | Japão                           | 25.04 | Q                |
| 17   | 10      | 7                          | Silvia di Pietro        | Itália                          | 25.07 |                  |
| 18   | 10      | 1                          | Yuliya Khitraya         | Bielorrússia                    | 25.10 |                  |
| 19   | 8       | 8                          | Theodora Drakou         | Grécia                          | 25.22 |                  |
| 20   | 8       | 2                          | Rozaliya Nasretdinova   | Rússia                          | 25.23 |                  |
| 21   | 9       | 3                          | Etiene Medeiros         | Brasil                          | 25.26 |                  |
| 22   | 10      | 0                          | Susann Bjørnsen         | Noruega                         | 25.27 |                  |
| 23   | 9       | 0                          | Michelle Coleman        | Suécia                          | 25.36 |                  |
| 24   | 10      | 8                          | Gabrielle Fa'amausili   | Nova Zelândia                   | 25.38 |                  |
| 25   | 7       | 8                          | Mimosa Jallow           | Finlândia                       | 25.44 |                  |
| 26   | 7       | 2                          | Maria Ugolkova          | Suíça                           | 25.47 |                  |
| 27   | 7       | 5                          | Anna Kolářová           | Chéquia                         | 25.56 |                  |
| 28   | 7       | 6                          | Andrea Berrino          | Argentina                       | 25.61 | Recorde nacional |
| 28   | 9       | 1                          | Flóra Molnár            | Hungria                         | 25.61 |                  |
| 30   | 9       | 9                          | Zohar Shikler           | Israel                          | 25.65 |                  |
| 31   | 10      | 9                          | Julie Meynen            | Luxemburgo                      | 25.67 |                  |
| 32   | 7       | 4                          | Freya Anderson          | Reino Unido                     | 25.68 |                  |
| 33   | 7       | 3                          | Isabella Arcila         | Colômbia                        | 25.70 |                  |
| 34   | 6       | 5                          | Emma Chellius           | África do Sul                   | 25.73 |                  |
| 35   | 7       | 7                          | Gabriela Ņikitina       | Letônia                         | 25.78 |                  |
| 36   | 8       | 9                          | Liliana Ibáñez          | México                          | 25.84 |                  |
| 37   | 7       | 9                          | Rūta Meilutytė          | Lituânia                        | 26.03 |                  |
| 38   | 6       | 6                          | Karen Torrez            | Bolívia                         | 26.16 |                  |
| 39   | 7       | 1                          | Jeserik Pinto           | Venezuela                       | 26.19 |                  |
| 40   | 6       | 3                          | Sze Hang Yu             | Hong Kong                       | 26.21 |                  |
| 41   | 7       | 0                          | Ingibjörg Jónsdóttir    | Islândia                        | 26.24 |                  |
| 42   | 6       | 7                          | Kalia Antoniou          | Chipre                          | 26.31 |                  |
| 43   | 5       | 4                          | Inés Remersaro          | Uruguai                         | 26.59 | Recorde nacional |
| 44   | 6       | 4                          | Allyson Ponson          | Aruba                           | 26.76 |                  |
| 45   | 6       | 2                          | Elinah Phillip          | Ilhas Virgens Britânicas        | 26.85 |                  |
| 46   | 6       | 1                          | Chade Nersicio          | Curaçau                         | 26.91 |                  |
| 47   | 6       | 8                          | Catharine Cooper        | Panamá                          | 26.99 |                  |
| 48   | 6       | 0                          | Cheyenne Rova           | Fiji                            | 27.05 |                  |
| 49   | 5       | 3                          | Dara Al-Bakry           | Jordânia                        | 27.23 |                  |
| 50   | 5       | 5                          | Lei On Kei              | Macau                           | 27.37 |                  |
| 51   | 3       | 7                          | Ani Poghosyan           | Armênia                         | 27.46 |                  |
| 52   | 5       | 2                          | Nikol Merizaj           | Albânia                         | 27.51 | Recorde nacional |
| 52   | 5       | 6                          | Jovana Terzić           | Montenegro                      | 27.51 |                  |
| 54   | 6       | 9                          | Alexus Laird            | Seicheles                       | 27.65 |                  |
| 55   | 3       | 0                          | Pak Mi-song             | Coreia do Norte                 | 27.94 |                  |
| 56   | 3       | 6                          | Naomy Grand'Pierre      | Haiti                           | 28.06 |                  |
| 57   | 2       | 4                          | Gabriela Hernandez      | Nicarágua                       | 28.07 |                  |
| 58   | 3       | 3                          | Catarina Sousa          | Angola                          | 28.12 |                  |
| 59   | 5       | 7                          | Jeanne Boutbien         | Senegal                         | 28.25 |                  |
| 60   | 5       | 1                          | Mikaili Charlemagne     | Santa Lúcia                     | 28.26 |                  |
| 61   | 5       | 8                          | Colleen Furgeson        | Ilhas Marshall                  | 28.32 |                  |
| 62   | 5       | 9                          | Jamila Sanmoogan        | Guiana                          | 28.45 |                  |
| 63   | 3       | 1                          | Lea Ricart Martínez     | Andorra                         | 28.61 |                  |
| 64   | 5       | 0                          | Yesuin Bayar            | Mongólia                        | 28.74 |                  |
| 65   | 2       | 1                          | Hantan Raharvel         | Madagáscar                      | 28.84 | Recorde nacional |
| 66   | 4       | 4                          | Flaka Pruthi            | Kosovo                          | 29.19 | Recorde nacional |
| 67   | 4       | 3                          | Angelika Ouedraogo      | Burquina Fasso                  | 29.38 | Recorde nacional |
| 68   | 4       | 5                          | Hemthon Vitiny          | Camboja                         | 29.69 |                  |
| 69   | 1       | 5                          | Sofia Shah              | Nepal                           | 29.73 |                  |
| 70   | 2       | 2                          | Avice Meya              | Uganda                          | 29.88 |                  |
| 71   | 3       | 8                          | Gisela Cossa            | Moçambique                      | 30.12 | Recorde nacional |
| 72   | 1       | 3                          | Aminath Shajan          | Maldivas                        | 30.50 |                  |
| 73   | 4       | 6                          | Ammara Pinto            | Malawi                          | 30.59 |                  |
| 74   | 1       | 4                          | Mahfuza Khatun          | Bangladesh                      | 30.73 |                  |
| 75   | 4       | 7                          | Salie Al-Atrash         | Palestina                       | 30.82 |                  |
| 76   | 4       | 1                          | Anastasiya Tyurina      | Tajiquistão                     | 31.15 | Recorde nacional |
| 77   | 3       | 9                          | Ritaj Amin              | Bahrein                         | 31.34 |                  |
| 78   | 4       | 8                          | Siri Arun Budcharern    | Laos                            | 31.86 | Recorde nacional |
| 79   | 2       | 0                          | Kestra Kihleng          | Estados Federados da Micronésia | 32.10 |                  |
| 80   | 4       | 0                          | Adzo Kpossi             | Togo                            | 32.26 | Recorde nacional |
| 81   | 2       | 8                          | Nafissath Radji         | Benim                           | 32.53 | Recorde nacional |
| 82   | 2       | 3                          | Imelda Ximenes Belo     | Timor-Leste                     | 34.63 |                  |
| 83   | 3       | 4                          | Chloe Sauvourel         | República Centro-Africana       | 35.04 | Recorde nacional |
| 84   | 2       | 9                          | Lena Irankunda          | Burundi                         | 35.56 |                  |
| 85   | 4       | 9                          | Roukaya Mahamane        | Níger                           | 35.77 |                  |
| 86   | 2       | 6                          | Safia Houssein Barkat   | Djibuti                         | 39.59 | Recorde nacional |
| 87   | 2       | 7                          | Bunturabie Jalloh       | Serra Leoa                      | 40.63 |                  |
|      | 2       | 5                          | Fatoumata Konate        | Mali                            | DNS   | DNS              |
| 3    | 5       | Nazlati Mohamed Andhumdine | Comores                 |                                 | DNS   | DNS              |
| 4    | 2       | Maayaa Ayawere             | Gana                    |                                 | DNS   | DNS              |
| 8    | 0       | Mélanie Henique            | França                  |                                 | DNS   | DNS              |
| 9    | 8       | Aleksandra Urbańczyk       | Polónia                 | DSQ                             | DSQ   |                  |

### Semifinal
Esses foram os resultados das semifinais. Foram realizadas no dia 29 de julho com início às 18h28. 
Semifinal 1
| Pos. | Raia | Nadadora         | Nacionalidade  | Tempo | Notas |
| ---- | ---- | ---------------- | -------------- | ----- | ----- |
| 1    | 4    | Pernille Blume   | Dinamarca      | 24.05 | Q,    |
| 2    | 5    | Simone Manuel    | Estados Unidos | 24.12 | Q     |
| 3    | 6    | Anna Santamans   | França         | 24.54 | Q,    |
| 4    | 2    | Liu Xiang        | China          | 24.56 | Q     |
| 5    | 3    | Michelle Toro    | Canadá         | 24.66 |       |
| 6    | 7    | Shayna Jack      | Austrália      | 24.69 |       |
| 7    | 1    | Tamara van Vliet | Países Baixos  | 24.72 |       |
| 8    | 8    | Rikako Ikee      | Japão          | 24.84 |       |

Semifinal 2
| Pos. | Raia | Nadadora                | Nacionalidade  | Tempo | Notas            |
| ---- | ---- | ----------------------- | -------------- | ----- | ---------------- |
| 1    | 4    | Sarah Sjöström          | Suécia         | 23.67 | Q,               |
| 2    | 5    | Ranomi Kromowidjojo     | Países Baixos  | 24.20 | Q                |
| 3    | 3    | Bronte Campbell         | Austrália      | 24.43 | Q                |
| 4    | 7    | Aliaksandra Herasimenia | Bielorrússia   | 24.59 | Q                |
| 5    | 2    | Farida Osman            | Egito          | 24.62 | Recorde africano |
| 6    | 8    | Sandrine Mainville      | Canadá         | 24.67 |                  |
| 7    | 6    | Zhu Menghui             | China          | 24.68 |                  |
| 8    | 1    | Abbey Weitzeil          | Estados Unidos | 24.80 |                  |

### Final
A final foi realizada em 30 de julho às 17h50. 
| Pos.              | Raia | Nadadora                | Nacionalidade  | Tempo | Notas              |
| ----------------- | ---- | ----------------------- | -------------- | ----- | ------------------ |
| Medalha de ouro   | 4    | Sarah Sjöström          | Suécia         | 23.69 |                    |
| Medalha de prata  | 6    | Ranomi Kromowidjojo     | Países Baixos  | 23.85 | Recorde nacional   |
| Medalha de bronze | 3    | Simone Manuel           | Estados Unidos | 23.97 | Recorde da América |
| 4                 | 5    | Pernille Blume          | Dinamarca      | 24.00 | Recorde nacional   |
| 5                 | 8    | Aliaksandra Herasimenia | Bielorrússia   | 24.46 |                    |
| 6                 | 1    | Liu Xiang               | China          | 24.58 |                    |
| 6                 | 7    | Anna Santamans          | França         | 24.58 |                    |
| 6                 | 2    | Bronte Campbell         | Austrália      | 24.58 |                    |

Legenda
| Recorde mundial       | Recorde mundial (World record)               |                       | Recorde africano                      | Recorde africano (African) |                                           | Q | Classificado por posição (Qualified) |
| Recorde do campeonato | Recorde do campeonato (Championship record)  | Recorde da América    | Recorde da América (Americas)         | q                          | Classificado por melhor tempo (Qualified) |   |                                      |
| Melhor marca do ano   | Melhor marca do ano (World leading)          | Recorde asiático      | Recorde asiático (Asian)              | DNS                        | Não largou (Did not start)                |   |                                      |
| Recorde nacional      | Recorde nacional (National record)           | Recorde europeu       | Recorde europeu (European)            | DNF                        | Não terminou (Did not finish)             |   |                                      |
| Recorde pessoal       | Recorde pessoal do atleta (Personal best)    | Recorde da Oceania    | Recorde da Oceania (Oceania)          | DSQ / DQ                   | Desclassificado (Disqualified)            |   |                                      |
| Recorde da temporada  | Recorde da temporada do atleta (Season best) | Recorde sul-americano | Recorde sul-americano (South America) | NM                         | Sem marca (No mark)                       |   |                                      |